# Dolors Garcia i Cornellà
Dolors Garcia i Cornellà (Gerona, 1 de junio de 1956) es una escritora española de literatura infantil y juvenil. Casi toda su obra ha sido escrita y publicada en lengua catalana. Escribe libros de literatura infantil y juvenil.

## Obras

### Narrativa infantil
- ‘’Serena”(2012)
- Les ànimes de Terramorta (La Galera, Barcelona, 2010)
- Els brons i l'exèrcit invisible (Ediciones de Pirata, Barcelona, 2009)
- L'Oleguer i el clan de les Llunes Grises (Barcanova, Barcelona, 2009)
- Els brons i el malefici de les tres harpies (Ediciones de Pirata, Barcelona, 2008)
- Peripècies d'un rescat (La Formiga, Barcelona, 2007)
- Marvin, l'enllustrador de sabates/ Marvin, el limpiabotas (Bromera, Alzira, 2008)
- Els brons a les Fondalades Tenebroses (Ediciones de Pirata, Barcelona, 2004)
- Contes d'estar per casa (2003)
- Els pingüins del 44 (2003)
- La nit de les dues-centes mil llunes (2001)
- L'home que estimava els núvols (2002) «Premio Lola Anglada 2001»
- La nit de les dues-centes mil llunes (2000)
- El nen de Ningú/ Beniche, el niño de nadie (2000) «Finalista Premio Ala Delta 2000»
- El malastruc (1999)
- Sopa de nit (1999)
- L'herba llunera i altres contes (1998)
- Els boscos blaus (1998)
- Contes a una cama trencada (1997)
- Els carrers d'en Bru (1996)
- Ni un, ni dos, ni tres (1994)
- La boira més blanca (1993)
- Què passa, Gil microbi? (1992)
- Bufa, Buf! (1992)
- Frifrit (1993) «Premi Ciutat d'Olot 1992»
- El senyor dels punts suspensius (1992)
- L'atzur màgic de l'enigma (1991)
- La lluna de les mil cares (1988)
- El secret de la tortuga (1987)
- El drac de Bagastrà (1986)[2]

### Narrativa juvenil
- Vida, obra i secrets d'Helena Mascort. Picanya: Edicions del Bullent, 2013 «Premio Enric Valor de literatura juvenil»[2]
- S'acosta un front fred que deixarà neu a cotes baixes. Barcelona: Estrella Polar, 2011
- Xibalbà, el regne de la por. Barcelona: Barcanova, 2009
- Suc de nabius. Barcelona: Cruïlla, 2008
- La por que no s'acaba mai. Barcelona: Alfaguara – Voramar, 2005 «I Premio 10 de Literatura Infantil i Juvenil»
- L'esclau del mercadal. Alzira: Bromera, 2004 «Premio Bancaixa de Narrativa Juvenil 2004»
- Els joves de Bharuland. Barcelona: La Galera, 2003
- Sense cobertura. Barcelona: Proa, 2002 «Premio Joaquim Ruyra 2001»
- Quan es cremen els gira-sols. Barcelona: Columna, 1999 «Finalista Premio Columna 1998»
- Tretze dies i una nit. Barcelona: Cruïlla, 1997
- Que se'n vagin els estranys!. Barcelona: Cruïlla, 1995
- Els joves de Bharuland. Barcelona: Pòrtic, 1991
- Canya plàstica. Barcelona: Cruïlla, 1987
- Albert. Gerona: El Pont de Pedra, 1986 «Premio Just M. Casero 1985»
- Diumenge al matí, al peu del salze

### Otras publicaciones
- Stop. Gerona: Museo de Arte, 2003 [Cuento didáctico]
- 40 Anys d'històries. Barcelona: La Galera, 2003 (Microrelat: Els carrers molls)
- Aprendre de lletra. Barcelona, Enciclopédia catalana, 2002 (Cuento: L'Aula Màgica)
- Festes i tradicions a Girona. Gerona: Ayuntamiento, 2000
- La Guía de Girona. Gerona: Ayuntamiento, 1995 [Texto histórico]
- Llegendes de Girona: Itinerari pel barri vell. Gerona: Ayuntamiento, 1995
- El vigilant dels cinc sentits: Itinerari pels jardins de la Devesa. Gerona: Ayuntamiento, 1995
- Girona, una ciutat, una història. Gerona: Ayuntamiento, 1994 [Guion de cómic]
- En Bufalletres. Gerona: Ayuntamiento, 1994
- Monòlegs a tres bandes. Gerona: Acmé, 1992 (Monólogo: La Gran Mentida)
- Tapís. Narradors a Girona. Bañolas: Ayuntamiento, 1990 (Relato: La bassa)
- Serena. Barcelona